# Kunstmuseum Cherson
Het Kunstmuseum Cherson, ook wel Kunstmuseum Oleksi Zhovkunenko Cherson (Oekraïens: Херсонський художній музей імені Олексія Шовкуненка), is een museum in de hoofdstad van de oblast Cherson, in het zuiden van Oekraïne. Het museum is vernoemd naar de in Cherson geboren schilder Oleksi Shovkunenko (1884-1974).

## Geschiedenis
Het museum werd in 1890 opgericht en stond aanvankelijk bekend als het Archeologisch Museum van Cherson. De collectie was destijds samengesteld door de archeoloog Victor Ivánovich Hoshkevich, en omvatte naast archeologische vondsten ook iconen en schilderijen. In 1921 werd de collectie uitgebreid door de kunstenaar en filantroop Nicolai Gedroits (1853–1933), die ook het Kunstmuseum van Mykolajiv had opgericht, en het kwam in bezit van een groot aantal kunstwerken en kunstnijverheidsobjecten. Gedurende het interbellum kreeg het museum ook werk van kunstenaars uit West-Europa. Tijdens de Tweede Wereldoorlog, werden waardevolle werken door de Duitse bezetters geroofd.
De kunstafdeling van het museum werd pas in 1966 heropend. In 1976 ontving het museum een aanzienlijk aantal werken van het M.I. Kornilovski Fonds en na de renovatie van het gebouw ontving het museum werken uit de collecties van andere musea uit de Sovjet Unie, met name uit de Oekraïense Sovjetrepubliek. In 1981 volgde de acquisitie van een belangrijke verzameling werken van de in Cherson geboren Oekraïense Sovjetkunstenaar Oleksii Shovkunenko.
Sinds 1978 is het museum gevestigd in het voormalige stadhuis dat vlak bij de haven in het historische centrum van de stad ligt. Het gebouw is ontworpen door architect Adolf Borisovich Minkus (1870-1948) uit Odessa en  werd tussen 1897 en 1907 gebouwd. De neorenaissancestijl van de gevels wordt geaccentueerd door een kleine klokkentoren op de kruising tussen de Vorontsovska- en Sobornastraat. Het gebouw staat op de historische monumentenlijst van Oekraïne.
Een onderafdeling van het kunstmuseum bevindt zich in de stad Nova Kachovka, in oblast Cherson.
Na de Russische aanval in februari 2022 stond het museum tot 11 november 2022 onder controle van de Russische bezettingsmacht. Volgens de gemeente Cherson heeft het Russische leger, voordat het uit Cherson werd verdreven, een groot aantal werken uit het kunstmuseum en het Regionaal Historisch Museum van Cherson geroofd. Met hulp van lokale collaborateurs zou het Russische leger zo'n 15 000 werken in vrachtwagens en bussen hebben opgestapeld en op transport gezet naar de Krim. Daar werden ze in ontvangst genomen door de directeur van het Centrale Taurida Museum in Simferopol, Andrei Malgin, die verklaarde "de veiligheid van de werken te waarborgen totdat ze kunnen worden teruggegeven aan de rechtmatige eigenaar". In totaal werd 80% van de museumcollectie geroofd.

## Collectie

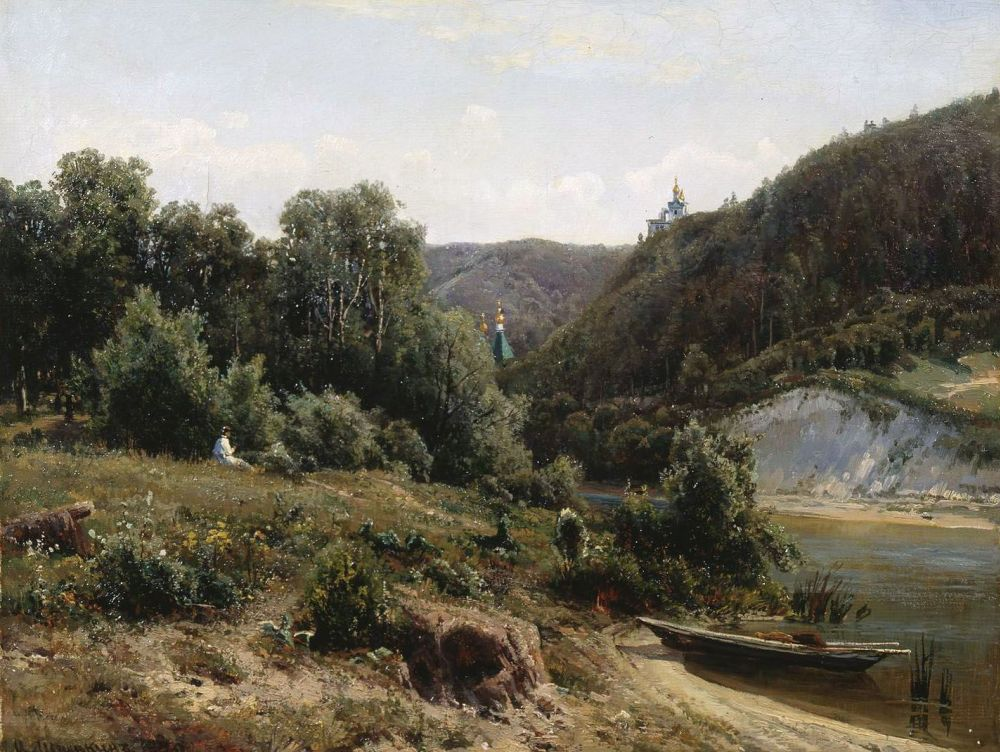
Bij het klooster (1870) door Ivan Sjisjkin. Collectie Kunstmuseum Cherson.

Het kunstmuseum van Cherson bezat tot de Russische invasie in 2022 een collectie iconen, schilderijen en sculpturen van voornamelijk oekraïnse en Russische kunstenaars, waaronder Konstantin Makovski, Ivan Ajvazovski, Aleksej Savrasov, Vasili Polenov, Ivan Kramskoj, Peter Clodt von Jürgensburg, Eugen Lanceray, Mark Antokolski en August von Bayer.